# Strathcona Provincial Park
Der Strathcona Provincial Park ist der größte Park auf Vancouver Island. Er erstreckt sich über eine Fläche von 2458 km² und ist zugleich der älteste der „Provincial Parks“ in British Columbia (gegründet 1911). Benannt wurde er nach Donald Smith, 1. Baron Strathcona and Mount Royal, einem kanadischen Eisenbahnpionier und Banker sowie Philanthropen.
Der Park liegt zum großen Teil im Strathcona Regional District. Kleine Parkteile liegen auch im Comox Valley Regional District.

## Anlage

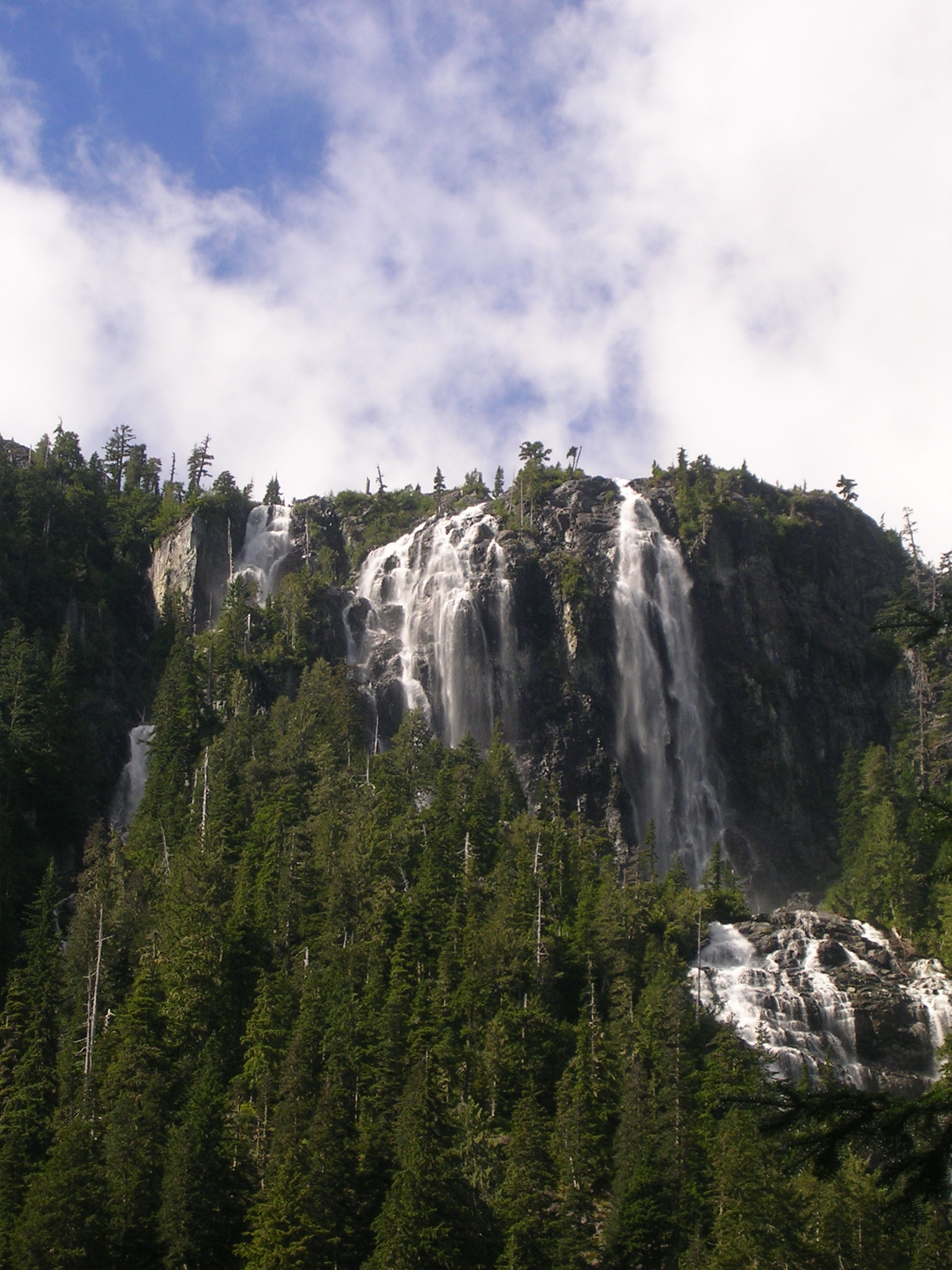
Della-Fälle

Der Park liegt relativ im Zentrum von Vancouver Island. Der größte See im Park ist der Buttle Lake (28 km²), der nach Commander John Buttle benannt wurde, der in den 1860er Jahren als einer der ersten die Gegend erkundete.
Die 440 m hohen Della Falls (sie hatte der Prospektor und Fallensteller Joe Drinkwater 1899 nach seiner Frau benannt) zählen zu den höchsten Wasserfällen Kanadas. Den höchsten Punkt von Vancouver Island bildet der 2198 m hohe Golden Hinde, ähnlich hoch sind der Elkhorn Mountain (2166 m), der Mount Colonel Foster (2129 m) und der Mount Albert Edward (2093 m).
Der Strathcona Provincial Park umfasst neben dem eigentlichen Park auch noch zwei weitere Teile, welche vom Park umschlossen werden bzw. unmittelbar an diesen angrenzen. Es ist einmal der umschlossene Parkteil Strathcona – Westminster und zum anderen der angrenzende Teil Strathcona – Megin/Talbot.
Im westlichen Parkbereich umfasst der Park drei dem Clayoquot Sound UNESCO Biosphere Reserve, errichtet im Jahr 2000, zugehörige Wassereinzugsgebiete. Südlich des Parks schließt sich der Great Central Lake an.
Bei dem Park handelt es sich grundsätzlich um ein Schutzgebiet der Kategorie II (Nationalpark). Beim Parkanteil Strathcona – Westminster handelt es sich jedoch um ein Schutzgebiet der Kategorie V (Landschaftsschutzgebiet) und beim Parkteil Strathcona – Megin/Talbot um ein Schutzgebiet der Kategorie Ia (Strenges Naturreservat).

## Geschichte
John Buttle untersuchte das Gebiet in den 1860er Jahren. In den 1890ern führte die Provinzregierung erste Untersuchungen für den Bau der E&N Railway und vergab die dazu notwendigen Ländereien. Robert Dunsmuirs Gesellschaft erhielt als Gegenleistung für den Bau der Bahn, die sich vom Muir Creek, bei Sooke am Südrand der Insel in gerader Linie bis Crown Mountain erstrecken sollte, das gesamte Gebiet. Alles Land ostwärts dieser Linie ging an die Gesellschaft. Jedoch wurde die Strecke nie über Courtenay hinaus gebaut. Dennoch wurde diese Linie 1911 die Ostgrenze des Parks.
1894 und 1896 weckte Reverend William W. Bolton im Zusammenhang mit seinen Explorationen das Interesse des Premierministers von British Columbia an der Errichtung eines Parks. In den folgenden Jahren wurden erstmals in größerem Maßstab Vermessungen, Dokumentationen und vor allem Fotografien angefertigt.
Schon 1911, besonders aber während der Kriege kam es in der Region zu Bergbauunternehmungen. 1959 wurde die Westmin-Mine eröffnet, die noch heute unterhalten wird. Ihr Gebiet umfasst rund 1,5 % des Gesamtparks. Sollte die Grube geschlossen werden, so ist bereits vorgesehen, dass auch dieses Gebiet den vollen Schutz des Parks genießen soll.
Die Ufer des Buttle Lake wurden im Zusammenhang mit der Stromgewinnung an den Elk Falls in Mitleidenschaft gezogen, dazu kam die Holzfällerei.
1987 verkündete die Provinzregierung, industrielle Nutzungen und Holzfäller weitgehend aus dem Park zu verbannen. Die Freunde von Strathcona organisierten eine Blockade, die zur Verhaftung von 63 Protestierenden führten. Daraufhin wurde ein Masterplan für den Park aufgestellt. Das Strathcona Park Public Advisory Committee wurde eingesetzt, um für angemessenen Schutz zu sorgen.
Folgerichtig wurden 1995 der McBride Creek (37,5 km²) und der Megin-Wasserfall (273,9 km²) angeschlossen, später der Divers Lake und der Rossitor Lake.

## Flora und Fauna
Der Park liegt im gemäßigten Regenwald. Das Ökosystem von British Columbia wird mit dem Biogeoclimatic Ecological Classification (BEC) Zoning System in verschiedene biogeoklimatischen Zonen eingeteilt. Biogeoklimatische Zonen zeichnen sich durch ein grundsätzlich identisches oder sehr ähnliches Klima sowie gleiche oder sehr ähnliche biologische und geologische Voraussetzungen aus. Daraus resultiert in den jeweiligen Zonen dann auch ein sehr ähnlicher Bestand an Pflanzen und Tieren. Innerhalb dieser Systematik wird das Parkgebiet verschiedenen Zonen zugeordnet. Auf Grund der Größe des Parks und der teilweise sehr unterschiedlichen biologischen und geologischen Situation kommen im Park die folgenden Zonen und Subzonen vor: Alpine Tundra Zone – Costal Subzone, Mountain Hemlock Zone – Maritime Parkland Subzone, Mountain Hemlock Zone – Moist Maritime Subzone, Coastal Western Hemlock Zone – Dry Maritime Subzone und Coastal Western Hemlock Zone – Wet Maritime Subzone.
Gelegentlich wird ein Teil des Ökosystems des Parks (etwa 48.000 ha) einfach auch nur als old-growth forest bezeichnet. Dabei zeichnet sich dieser dann hauptsächlich dadurch aus, dass die Bäume dort eine Höhe von mindestens 30 Metern erreichen müssen und mindestens 150 Jahre alt sein müssen. Größere Bestände dieser old-growth forest finden sich zum Beispiel auch im Gwaii-Haanas-Nationalpark (~65.000 ha). Der bekannteste dieser old-growth forest ist jedoch Cathedral Grove.
Entsprechend dem Klima an der kanadischen Westküste sind die Sommer gemäßigt, die Winter sehr mild. Trotzdem sind die hohen Berge dauerhaft von Schnee bedeckt.
Seltene einheimische Säugetiere sind Vancouver-Murmeltier, Vancouver Island Wolf, Wapitis und Schwarzwild. Der Park bietet auch Lebensraum für Vögel wie den Kanadakleiber, Rotrückenmeise, Zaunkönig, Goldhähnchen, Meisenhäher, Diademhäher und die Schuppenhalstaube. Es gibt auch Bestände von Felsengebirgshuhn, Kragenhuhn und Weißschwanz-Schneehuhn.

## Aktivitäten

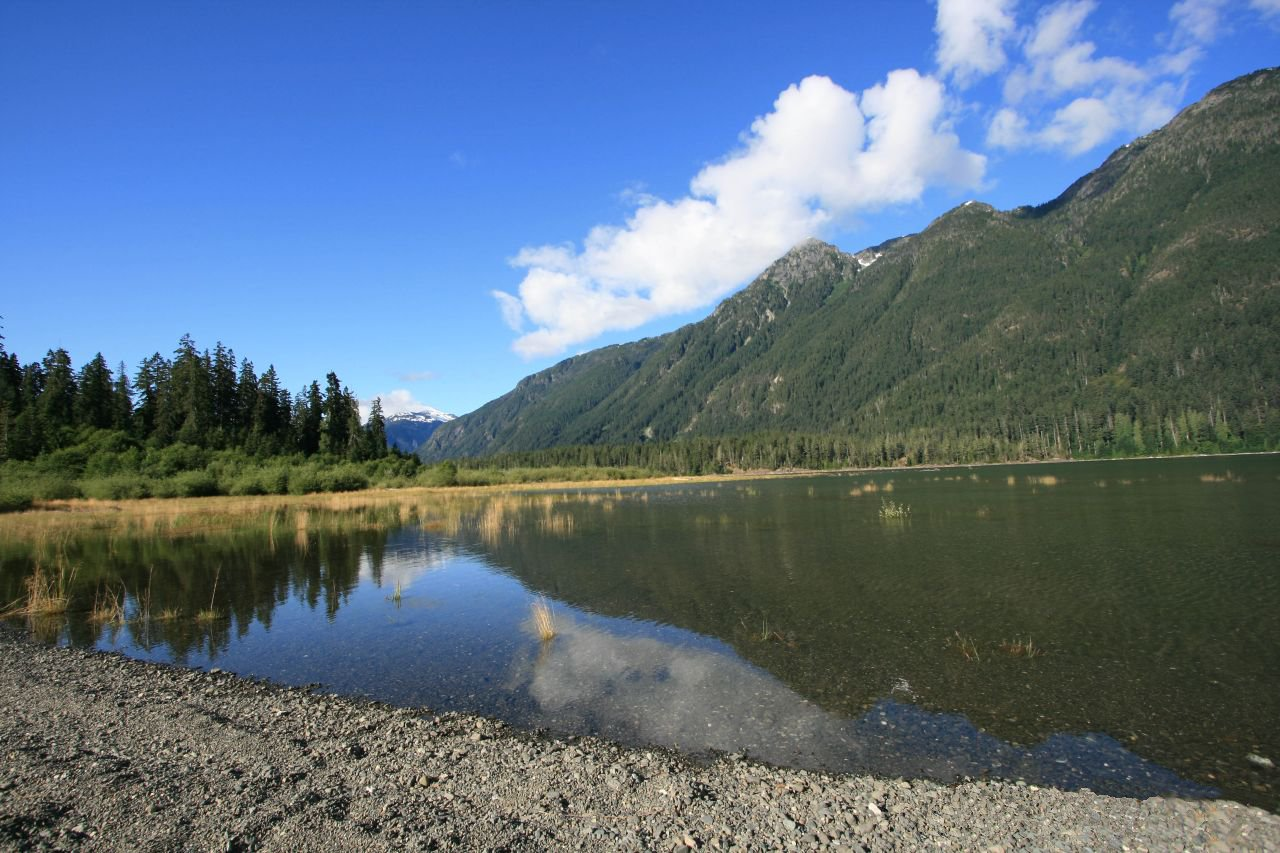
Buttle Lake

Die touristische Infrastruktur konzentriert sich auf zwei unterschiedliche Bereiche, zum einen das im Osten gelegene Forbidden Plateau – von Courtenay aus zu einem guten Teil der Strecke mit dem Auto zu erreichen – und zum anderen um den Buttle Lake, der von Campbell River auf dem Highway 28 zu erreichen ist. Der Rest des Parks ist nur zu Fuß und von geübten Wanderern zu erreichen. Für die Wanderer stehen in den Trailgebieten Bedwell Trail, Elk River Trail und Forbidden Plateau nur vorbereitete Zeltstellen zur Verfügung. Im Bereich Forbidden Plateau finden sich auch Rangerstationen.
Der Park verfügt über zwei, nur mit sehr einfachen Sanitäranlagen, ausgestatteten Campingbereiche. Beide liegen am Buttle Lake. Der eine Campingbereich befindet sich am nördlichen Ende des Sees und der andere am südlichen Ende. Die beiden Plätze bietet insgesamt 161 Stellplätze (Buttle Lake = 86 und Ralph River = 75) für Wohnmobile und Zelte. Diese können teilweise reserviert werden.